# Septopezizella oreadum
Septopezizella oreadum är en svampart som först beskrevs av Josef Velenovský, och fick sitt nu gällande namn av Svrcek 1987. Septopezizella oreadum ingår i släktet Septopezizella och familjen Helotiaceae.   Inga underarter finns listade i Catalogue of Life.